# 8826 Corneville
8826 Corneville (1988 PZ1) là một tiểu hành tinh vành đai chính được phát hiện ngày 13 tháng 8 năm 1988 bởi E. W. Elst ở Đài thiên văn Haute-Provence.